# عقد 790
عقد 790 هو عقد امتد بين 1 يناير 790 و31 ديسمبر 799 بحسب التقويم الميلادي. سبقه عقد 780 ولحقه عقد 800.

## أحداث
- معركة لودوس (794)
- معركة نهر بوربيا (791)

## مواليد
- الوافي أحمد (795)
- فاطمة بنت موسى الكاظم (790)
- فيفولاكت (793)
- أبو عثمان المازني (791)
- أدريان الثاني (792)
- عريب المأمونية (797)
- أبو إسحاق الجوزجاني (796)
- إدريس الثاني (791)
- لاندولف الأول من كابوا (795)
- المعتصم بالله (794)
- برنارد ملك إيطاليا (797)

## وفيات
- أدريان الأول (795)
- برمودو الأول ملك أستورياس (797)
- يعقوب بن طارق (796)
- مالك بن أنس (795)
- الوضاح بن عبد الله اليشكري (793)
- هشام بن الحكم الكوفي (795)
- موسى الكاظم (799)
- مروان بن أبي حفصة (798)
- سيف بن عمر (796)
- علي بن يقطين (798)
- الفضل بن روح بن حاتم المهلبي (794)

## كتب
- Yves Denis Papin (1998). Chronologie de l'histoire ancienne. Lieu de publication non identifié: Éditions Jean-paul Gisserot. ISBN:2-87747-346-5. OCLC:40746926. مؤرشف من الأصل في 2022-03-16.
- موسوعة حضارة العالم (2002) لأحمد محمد عوف.

## روابط خارجية
- تصفح سنة بسنة عقد 790 على موقع onthisday.com
- تصفح سنة بسنة عقد 790 ابتداءً من سنة عقد 790 على موقع المكتبة الوطنية الفرنسية